# Janine Reding
Pour les articles homonymes, voir Reding.
Répertoire
duo de piano
Janine Reding, (21 novembre 1920 - 31 décembre 2015), était une pianiste et pédagogue belge célèbre pour son interprétation, dans le duo Reding-Piette, du répertoire pour deux pianos.
Elle était la fille de Fernand Reding (1891-1941), avocat et directeur du journal L'Éventail et d’Yvonne Guidé (1892-1932) (fille unique de Guillaume Guidé et Berthe Vercken).

## Biographie
Petite-fille par sa mère de Guillaume Guidé, codirecteur du Théâtre royal de la Monnaie, et par son père de Victor Reding, cofondateur du journal L’Éventail et directeur du Théâtre royal du Parc, Janine Reding passe son enfance à Bruxelles, où sa mère Yvonne, musicienne accomplie, a côtoyé grâce à son père Guillaume Guidé des personnalités telles que Raoul Pugno, Arthur De Greef, Francis Planté, Giacomo Puccini, Jules Massenet, Camille Saint-Saëns ou encore Isaac Albéniz, musiciens qui viennent d’ailleurs jouer sur le piano à queue Pleyel de la famille, habitant rue Américaine.
Elle commence les cours de piano à l'âge de six ans puis devient la plus jeune élève d'Arthur De Greef à l'âge de dix, alors que ce dernier n’accepte que les étudiants adultes.
À la mort de celui-ci, elle suit les cours du chef d'orchestre Erich Kleiber et du pianiste Kurt Leimer (de).
Janine Reding donne son premier récital en public à l'âge de 17 ans au musée Charlier où, malgré une panne d'électricité, elle continue son interprétation sous une tempête d'applaudissements. À cette même époque, en novembre 1939, elle entre à la Chapelle musicale Reine Élisabeth récemment créée en qualité d'élève libre et suit les cours d'harmonie de Raymond Moulaert, d'histoire de la musique de Roger Bragard, d'acoustique de Monfort, de philosophie de Philippe Devaux, d'histoire de l'art de Paul Fierens et de contrepoint, de fugue et de composition de Jean Absil. C’est également là qu'elle fait la connaissance du jeune pianiste Henry Piette, pensionnaire de l'établissement et futur mari de celle qui deviendra Mme Janine Reding-Piette.

### Le duo de pianos Reding-Piette

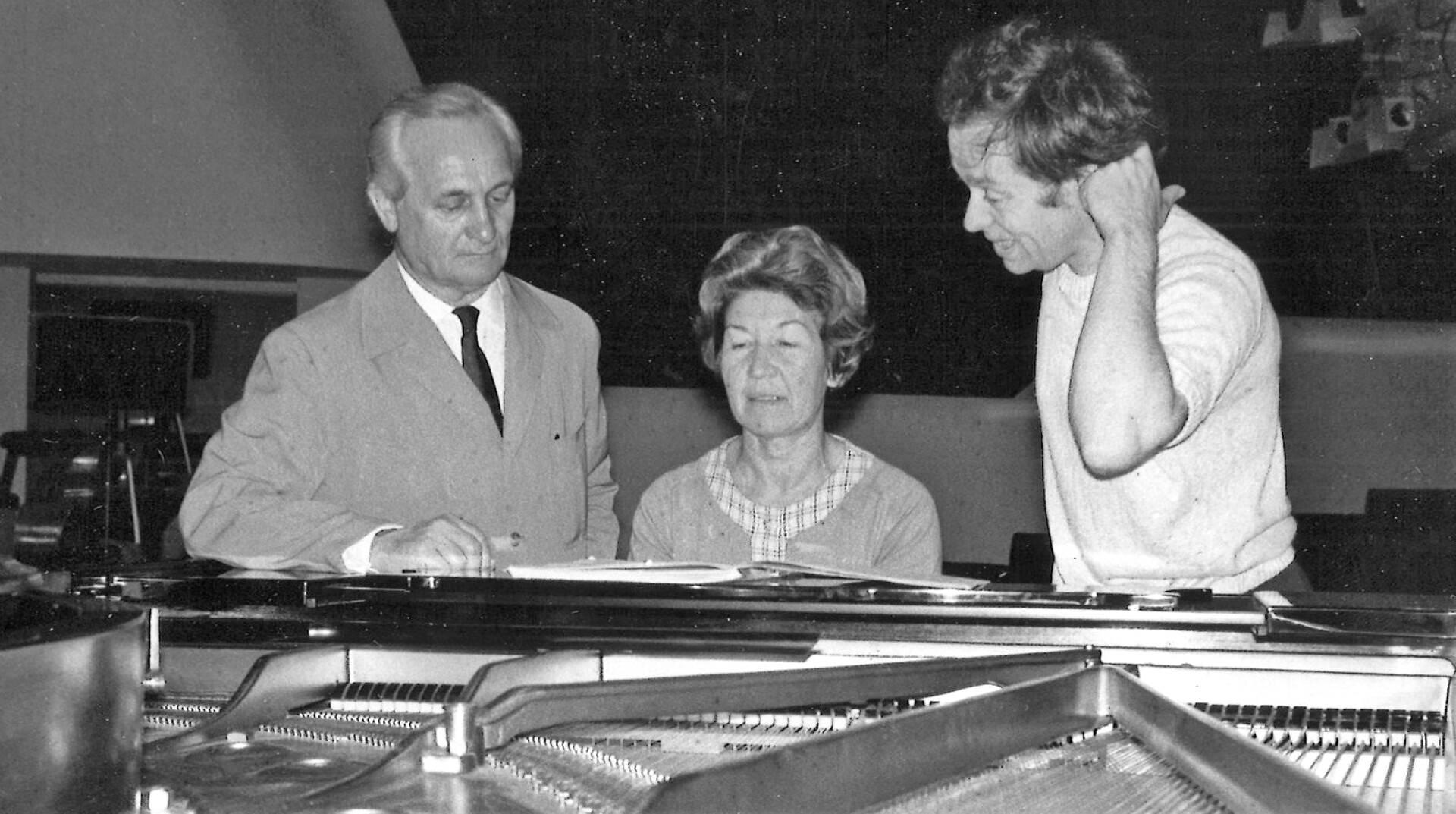
Reding et Piette avec Jorma Panula à Helsinki en 1972.

Janine Reding sort agrégée de la Chapelle musicale en 1943, en même temps que Henry Piette, qu'elle épousera en mars 1942. En mai 1945, sur les conseils du chef d'orchestre belge Léon Guller, le jeune couple décide de se consacrer au répertoire pour deux pianos. Le duo débute le 7 novembre 1945 lors d'un concert de l'Institut national de radiodiffusion avec la re-création en Belgique de la Scottish Ballad de Benjamin Britten.
Sous l'impulsion de Marcel Cuvelier, alors directeur de la Société Philharmonique de Bruxelles, d’Ernest Ansermet, chef de l'orchestre de la Radio suisse romande, et d'Émile Vuillermoz, influent critique musical français, le duo prend son envol en donnant notamment les premières auditions européennes de la Sonate pour deux pianos et percussion de Béla Bartók et sa version orchestrale.

### Carrière internationale
Dès lors, le duo se forge une importante réputation dans le répertoire des œuvres pour deux pianos et entame une carrière internationale sous la baguette des plus grands chefs d'orchestre et ensembles de cette époque parmi lesquels Eugène Jochum, Lorin Maazel, Hans Schmidt-Isserstedt ou encore Eleazar de Carvalho, Charles Munch, André Cluytens, Rafael Kubelík, Paul van Kempen.
Au cours de sa carrière, le duo Reding-Piette a eu l'occasion de travailler la quasi-totalité du répertoire pour deux pianos, et de créer plusieurs compositions :

- la susdite première belge de la version orchestrale de la Sonate pour deux pianos et percussion de Béla Bartók ;
- première européenne du Concerto pour deux pianos de Bohuslav Martinů ;
- création à Bruxelles de la Sonate pour deux pianos d'Igor Stravinsky ;
- créations mondiales de la 5e symphonie "In Ecco" et du Concerto pour deux pianos de Gian Francesco Malipiero ;
- création mondiale du concerto de Darius Milhaud ;
- création à la Philharmonique de Berlin puis à Tokyo du concerto de Francis Poulenc [5].

En outre, le duo a également eu l'honneur de monter de nombreuses compositions écrites spécialement pour lui .
Désireux de favoriser la spontanéité et l'authenticité, le duo Reding-Piette s'est toujours refusé à participer à des enregistrements de ce qu'ils considéraient être de la musique en conserve, conception relative aux procédés discographiques de l'époque utilisant des fragments musicaux greffés les uns aux autres. Toutefois, après la mort de son époux Henry Piette en 1987 et sur les conseils de la pianiste anglaise Moura Lympany, Janine Reding changea d'avis, désireuse de laisser une trace de leurs prestations et acquise aux nouvelles préférences d'enregistrements en "live" des maisons de disques. Elle se chargea donc de rassembler les différentes sessions d'enregistrements que le duo avait effectuées dans les institutions radiophoniques à travers le monde et fit éditer cette compilation.
À la suite de la sortie de cette anthologie, Janine Reding-Piette fut contactée par de nombreuses universités afin de donner des masterclasses. Elle donna donc des cours à l'Occidental College, l'UCLA, l'Oberlin Conservatory of Music, le Peabody Institute de Baltimore, l'Université Karlovy de Prague, l'Académie Franz Liszt de Budapest.
Les dernières années de sa vie furent consacrées aux cours particuliers à Monaco, son lieu de résidence.

## Répertoire du duo
| Compositeur                 | Deux pianos avec orchestre                                        | Deux pianos                                                 |
| --------------------------- | ----------------------------------------------------------------- | ----------------------------------------------------------- |
| Jean Absil                  |                                                                   | Rhapsodie n° 5 : 6 danses bulgares, pour 2 pianos, opus 102 |
| Jehan Alain                 |                                                                   | Litanies (JA119a)                                           |
| Georges Auric               |                                                                   | Partita                                                     |
| Carl Philipp Emanuel Bach   | Concerto en fa majeur                                             |                                                             |
| Johann Christian Bach       |                                                                   | Sonate en sol majeur                                        |
| Johann Sebastian Bach       | Concerto en ut majeur (BWV 1061)                                  | Sonate en mi b                                              |
|                             | Concerto en ut mineur (BWV 1060)                                  | Choral                                                      |
|                             | Concerto en ut mineur (BWV 1062)                                  | Passacaglia                                                 |
|                             |                                                                   | Ouverture en ré majeur                                      |
| Wilhelm Friedemann Bach     |                                                                   | Sonate en fa majeur (Falck 10)                              |
| Béla Bartók                 | Concerto (adaptation de la sonate pour deux pianos et percussion) | Sonate pour deux pianos et percussion                       |
|                             |                                                                   | Mikrokosmos                                                 |
| Arthur Benjamin             |                                                                   | Jamaican Rumba                                              |
|                             |                                                                   | Two Jamaican street songs                                   |
| Johannes Brahms             |                                                                   | Sonate en fa mineur (op. 34 bis)                            |
|                             |                                                                   | Variations sur un thème de Haydn (op. 56 b)                 |
|                             |                                                                   | Valses                                                      |
| Benjamin Britten            | Scottish Ballad                                                   | Rhapsodie élégiaque                                         |
| Ferruccio Busoni            |                                                                   | Duo concertant d'après Mozart                               |
| Emmanuel Chabrier           |                                                                   | Trois valses romantiques                                    |
| Frédéric Chopin             |                                                                   | Rondo pour deux pianos (op. 73)                             |
| Dmitri Chostakovitch        |                                                                   | Concertino en la mineur op. 94                              |
| Muzio Clementi              |                                                                   | Deux sonates en si b (op. 1bis & 12)                        |
| François Couperin           |                                                                   | Allemande                                                   |
| Claude Debussy              |                                                                   | En blanc et noir                                            |
|                             |                                                                   | Lindaraja                                                   |
| René Defossez               |                                                                   | Caprices de ma poupée                                       |
| Arthur De Greef             |                                                                   | Sonate                                                      |
| Johnny Guarnieri            |                                                                   | Danse Nègre                                                 |
| Anton Heiller               |                                                                   | Toccata pour deux claviers                                  |
| Jean Françaix               |                                                                   | 8 danses exotiques                                          |
| Eugène Goossens             |                                                                   | Rhythmic dance                                              |
| Paul Hindemith              |                                                                   | Sonate pour deux pianos                                     |
| Manuel Infante              |                                                                   | Danses andalouses                                           |
|                             |                                                                   | Musique d'Espagne                                           |
| Léon Jongen                 |                                                                   | Divertissement en forme de variation sur un thème de Haydn  |
| Gian Francesco Malipiero    | 5e Symphonie (in ecco)                                            |                                                             |
|                             | Concerto (57)                                                     |                                                             |
| Frank Martin                |                                                                   | Étude (d'après les Études pour orchestre à cordes)          |
| Bohuslav Martinů            | Concerto                                                          | Trois danses tchèques                                       |
|                             | 3 Ricercare                                                       |                                                             |
| Felix Mendelssohn           | Concerto pour deux pianos en mi majeur                            |                                                             |
| Olivier Messiaen            |                                                                   | Neumes rythmiques                                           |
| Darius Milhaud              | Concerto pour deux pianos                                         | Bal martiniquais                                            |
|                             |                                                                   | Scaramouche                                                 |
|                             |                                                                   | Kentuckiana                                                 |
| Wolfgang Amadeus Mozart     | Concerto pour deux pianos en mi bémol majeur, K. 365              | Adagio et fugue en ut mineur, K. 546                        |
|                             |                                                                   | Sonate en ré majeur pour deux pianos                        |
| Bernardo Pasquini           |                                                                   | Trois Sonates                                               |
| Giovanni Battista Pergolesi | Concerto                                                          |                                                             |
| Marcel Poot                 |                                                                   | Rhaspodie                                                   |
| Francis Poulenc             | Concerto en ré mineur pour deux pianos et orchestre               | Embarquement pour Cythère                                   |
|                             |                                                                   | Sonate pour deux pianos                                     |
| Camille Saint-Saëns         | Le Carnaval des animaux                                           | Variations sur un thème de Beethoven                        |
| Florent Schmitt             |                                                                   | Rhapsodie viennoise                                         |
| Robert Schumann             |                                                                   | Andante en variations (op. 46)                              |
| Igor Stravinsky             |                                                                   | Concerto per due pianoforti                                 |
|                             |                                                                   | Sonate pour deux pianos                                     |
| Germaine Tailleferre        |                                                                   | Jeux de plein air                                           |
| Alexandre Tansman           |                                                                   | Fantaisie sur des Valses de Johann Strauss pour 2 pianos    |
| Théo Ysaÿe                  |                                                                   | Variations pour deux pianos (op. 10)                        |

## Concours international, Fondation Reding-Piette et Prix Guillaume Guidé
En 1995, Janine Reding-Piette a mis sur pied le Concours international Reding-Piette pour duos de piano. Le concours s'est déroulé à trois reprises, à Polička et Prague du 5 au 11 juillet 1995, à Neuchâtel et La Chaux-De-Fonds du 22 au 28 juin 1998 et du 23 juin au 1er juillet 2001.
En 2009, Janine Reding fonda - avec le Conservatoire royal de Bruxelles - le Prix Guillaume Guidé, concours à l'intention des étudiants de hautbois ou de cor anglais. Le concours ne connut en tant que tel qu'une seule édition, dont la lauréate fut le hautboïste Muriel Sarlette. Depuis 2012, ce prix est décerné à l'occasion de chaque session du Concours international d'exécution musicale de Genève consacré au hautbois.

## Le fonds Janine Reding-Piette
Basé sur une donation de Janine Reding-Piette (1987-2015) et complété par un legs, le fonds conservé à la section de la musique de la Bibliothèque royale de Belgique, contient des documents traitant de la carrière musicale du duo Reding-Piette mais également de celle du grand-père de la donatrice, Guillaume Guidé. Outre le carnet d'autographes d'Yvonne Guidé, mère de Janine Reding, contenant des feuillets autographes des personnalités musicales influentes du début du XXe siècle, de nombreuses partitions imprimées et autographes, des photographies ainsi que de la correspondance adressée au duo constituent une partie des nombreuses richesses documentaires de ce fonds. S'étalant depuis le début du XXe siècle jusqu'aux années 1980, ces documents nous permettent d'enrichir de manière importante nos connaissances sur la vie musicale de cette époque en Belgique et à l'étranger.

## Sources
- Reding-Piette J., 2 pianos, une vocation, Bruxelles, La Longue Vue, 1992.
- Fondation Reding-Piette, Programmes du Concours international Reding-Piette pour duos de piano, Genève, 1995,1998,2001,2006-2008.
- Reding and Piette, Concerto for Two Pianos and Orchestra by Martinů, Tokyo, King Record Co., 1996, 1 CD + livret de Julian Haylock.
- Reding and Piette, The Reding & Piette legacy, Two piano concertos with orchestra by Martinů, Bartók, Malipiero. Two piano works by Brahms, Schumann, Debussy... Live performances with Rafael Kubelik, Charles Munch, Eugen Jochum, [S.l], Doremi, 2004, 3 CD + livret de Stéphane Villemin.